# クロシタアオイラガ
クロシタアオイラガ（黒下青毒棘蛾/黒下青刺蛾、Parasa sinica）は、チョウ目イラガ科に属すガの1種である。

## 概要
成虫は年2回発生。表の翅は黄緑と茶色だが、裏の翅は黄土色をしている。他イラガ類との成虫の同定はむずかしい。
幼虫は6〜7、8〜9月にかけて見られる。食樹はカキノキ科のカキ、バラ科のウメ・サクラ、ブナ科のクヌギ・クリなど。ヒロヘリアオイラガに比べて毒棘が疎で、背中には青色の縁取りを持ったオレンジ色の帯が縦に通る。

## 分布
日本（北海道から九州など）に分布。国外では朝鮮半島、シベリア、中国など。